# Heinrich Meiering (Bildhauer, 1628)

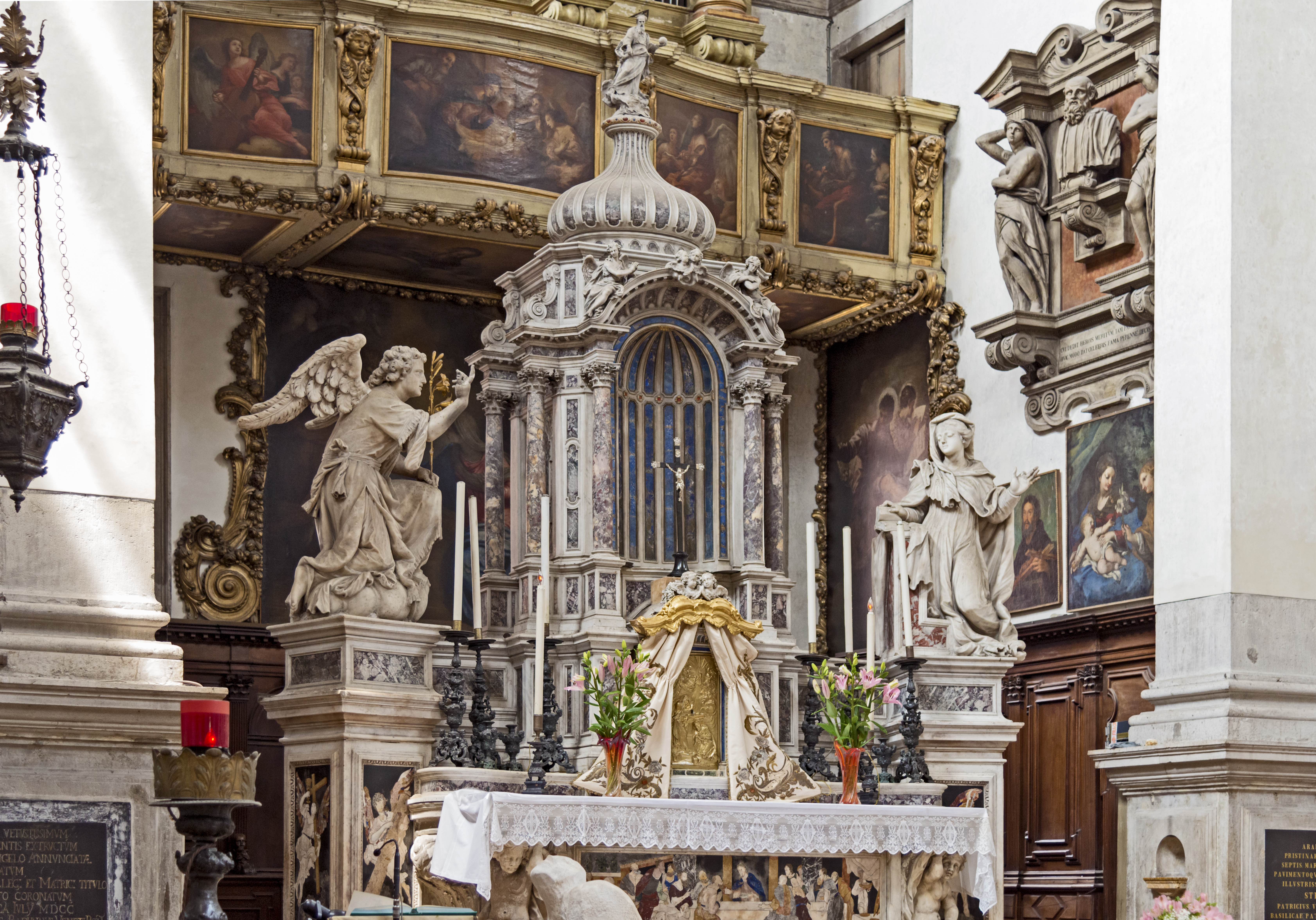
Verkündigung am Hauptaltar der Kirche Santa Maria Zobenigo

Heinrich Meiering, auch Heinrich Meyring, auch bekannt als Enrico Merengo (* 1628 oder um 1638 in Rheine; † 11. Februar 1723 in Venedig) war ein deutscher Bildhauer.

## Leben
Heinrich Meiering entstammte der Bildhauerfamilie Meiering aus der westfälischen Stadt Rheine bei Münster. Heinrich und Bernd Meiering (1631–1703) waren die Söhne des Bildhauers Heinrich Meiering d. Ä. Sein genaues Geburtsjahr ist unklar. Im Taufbuch seines Geburtsortes ist ein Heinrich Meyring im Jahr 1628 eingetragen, laut Totenbuch sowie aus anderen in Venedig erhaltenen Dokumenten ergibt sich ein Geburtsjahr, das zwischen 1638 und 1639 liegt. Nach den Angaben einer anderen venezianischen Quelle wäre er sogar erst 1645 geboren worden.  Nach Wolff scheint anhand seines bekannten Lebenslaufes, ein Geburtsjahr um 1638 am plausibelsten zu sein. Über seine Anfangsjahre ist sonst nichts bekannt.
Heinrich Meiering war hauptsächlich von 1679 bis 1714 in Venedig und Venetien tätig und nutzte dazu den Namen Enrico Merengo oder auch Arrigo Merengo. Er gilt als einer der Hauptschüler des flämischen Bildhauers Josse de Corte (auch bekannt als Giusto Le Court), der ebenfalls in Venedig tätig war. Meyring scheint von 1679 bis 1714 in Venedig aktiv gewesen zu sein.
Wichtige Arbeit war unter anderem die Verkündigungsstatue am Hauptaltar in der Kirche Santa Maria Zobenigo, auch bekannt als Chiesa di Santa Maria del Giglio, im Sestiere San Marco auf dem Campo Santa Maria Zobenigo in Venedig.

## Werke
- Marmorbüste von Feldmarschall Otto Wilhelm von Königsmarck im Venezianischen Arsenal

Folgende Werke werden ihm in Venedig zugeschrieben:
- Kirche Santa Maria Zobenigo, auch bekannt als Chiesa di Santa Maria del Giglio, in Venedig: Statuen der Familie Barbaro an der Fassade
- Kirche San Cassan in Venedig: Hochaltar und Altarbild
- Kirche San Moisè in Venedig: Statuen des Hochaltars und die Kenotaphien der Fassade
- Kirche San Giovanni in Bragora in Venedig: San Giovanni Evangelista und San Giovanni Elemosinario (1689), die beiden Statuen zu beiden Seiten des Hochaltars
- Kirche Santa Maria di Nazareth (Scalzi) in Venedig: Glorie der Heiligen Teresa von Ávila

Weitere Werke:
- Scuola dell’Angelo Custos in Venedig: Die Statue des Schutzengels an der Fassade.
- Villa Manin in Passariano bei Codroipo: Ausstattung der Kapelle[3]
- Villa Barbarigo in Valsanzibio bei Galzignano Terme: Die Gärten enthalten siebzig Statuen, von denen einige die Signatur von Enrico Merengo tragen, darunter Die Personifikation der Zeit, Endymion, Argo, Typhon und Polyphem.
- Kirche in Nimis: Hochaltar
- Kirche in Barcola: Heiliger Matthäus
- Palazzo di Monte di Pietà in Udine: Marienkapelle mit Pieta
- Basilika Santa Giustina in Padua: Der Engel auf dem Altar der Heiligen Félicie
- Kirche Santa Maria in Colle in Bassano del Grappa: Rosenkranzmadonna

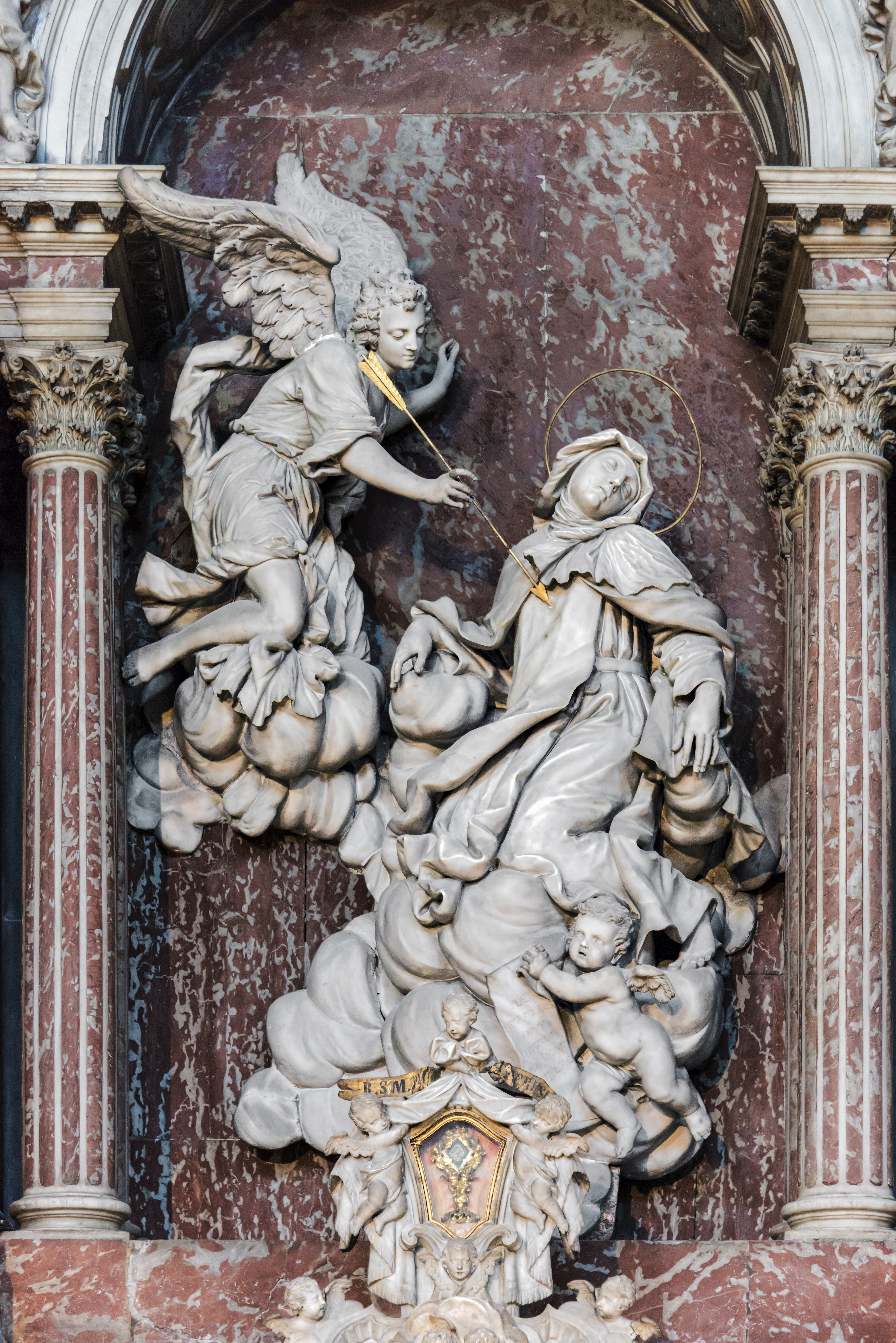
Glorie der Heiligen Teresa
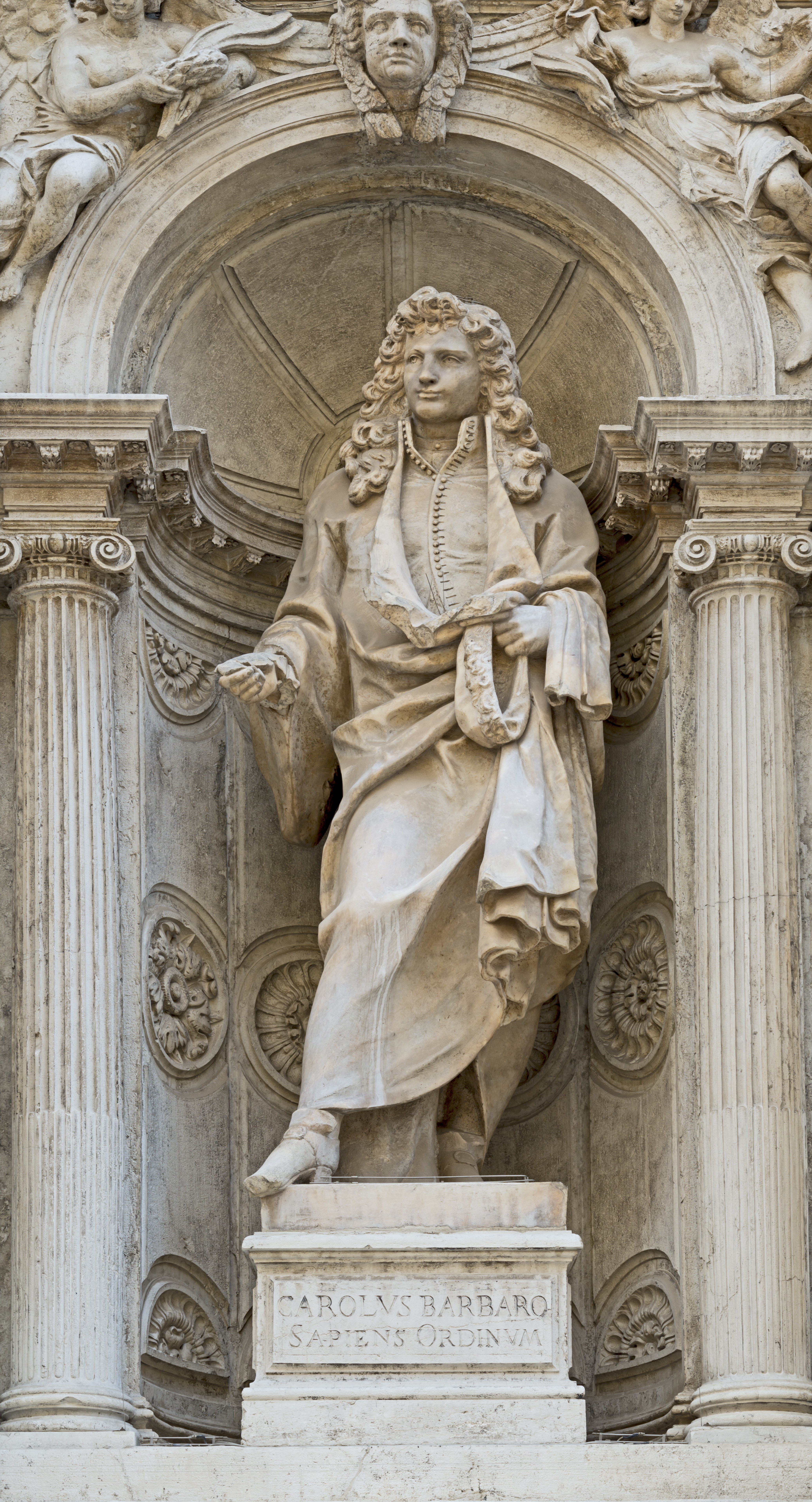
Carlo Barbaro.
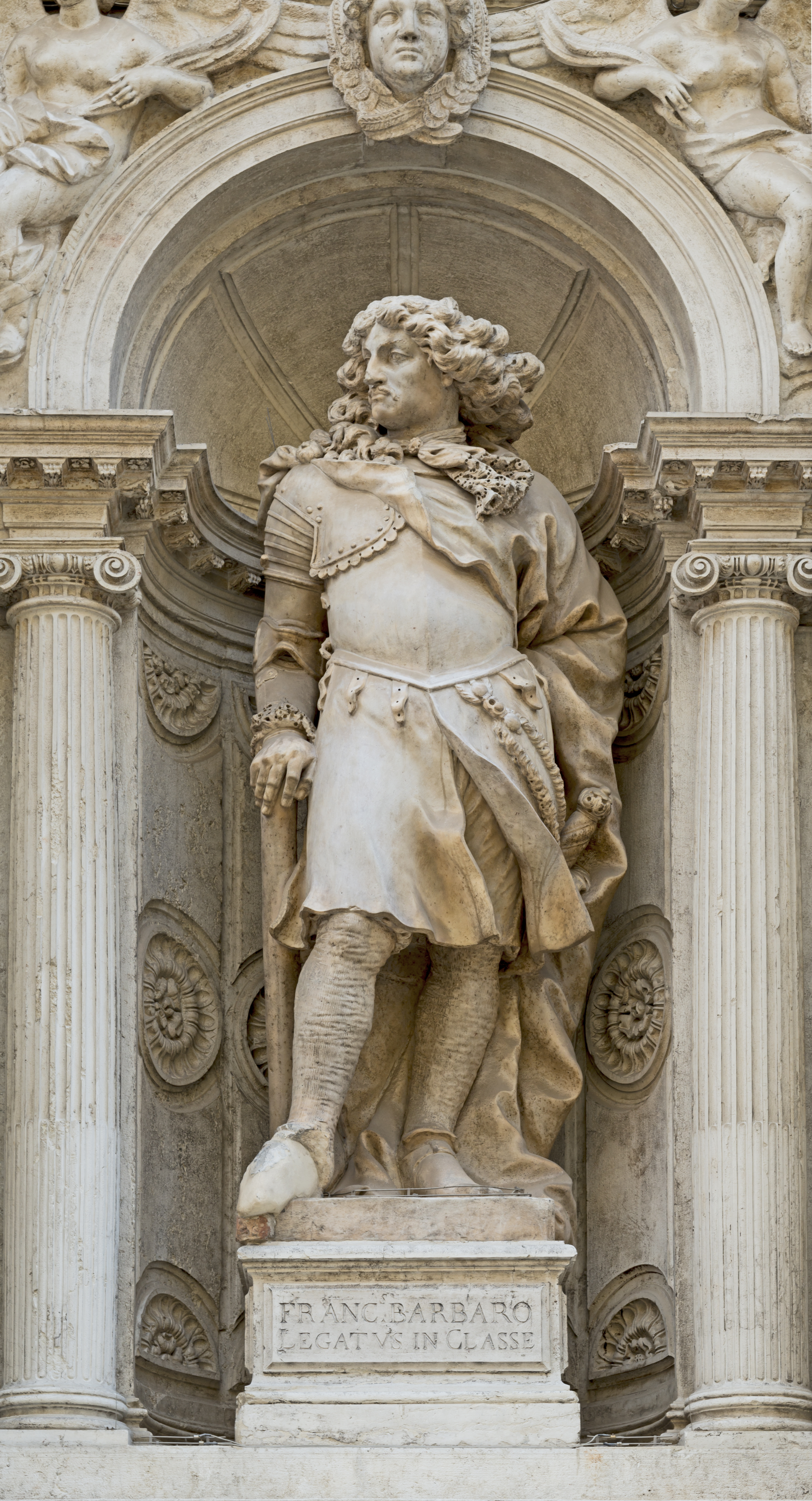
Francesco Barbaro
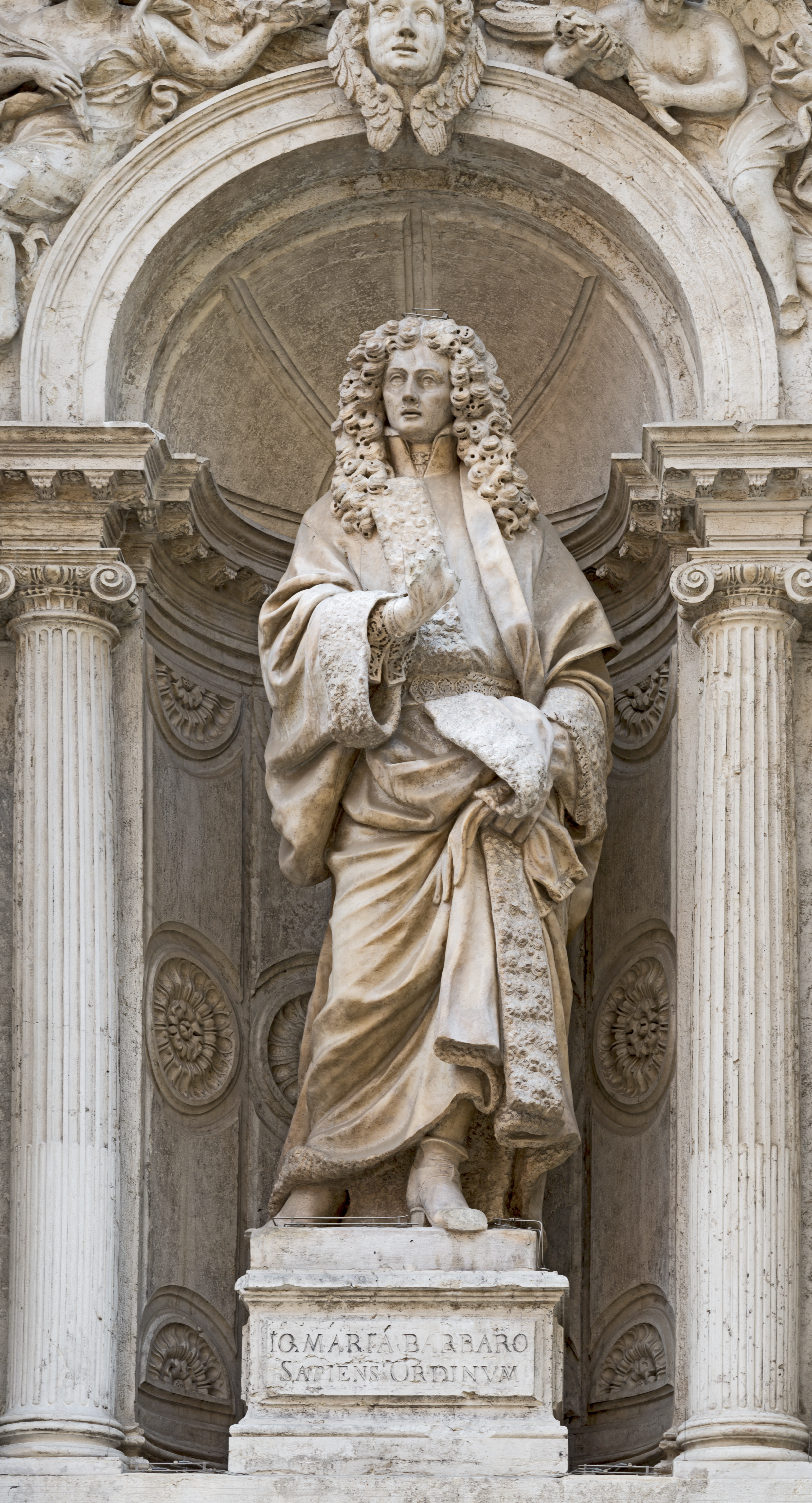
Giovanni Maria Barbaro
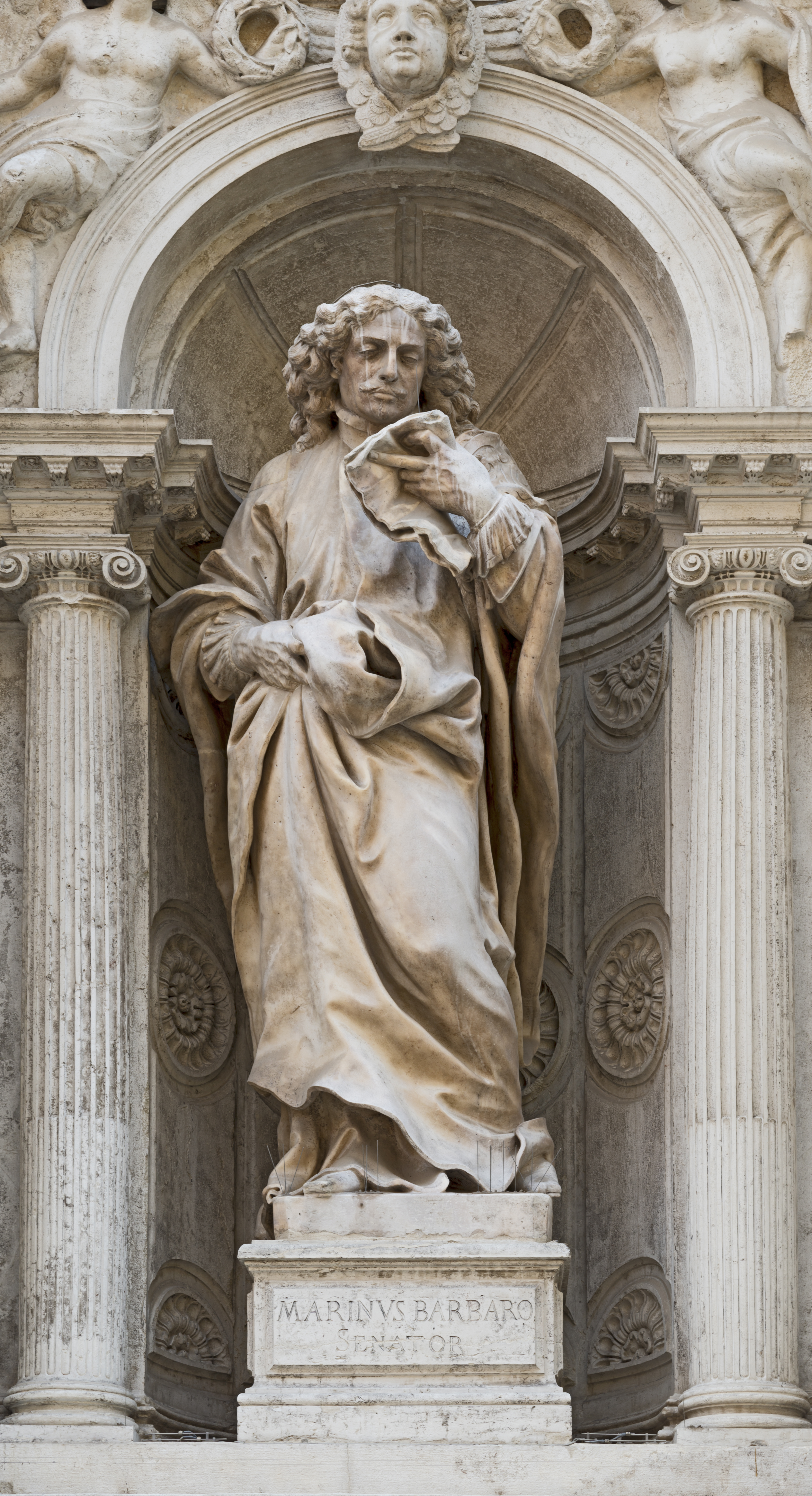
Marino Barbaro
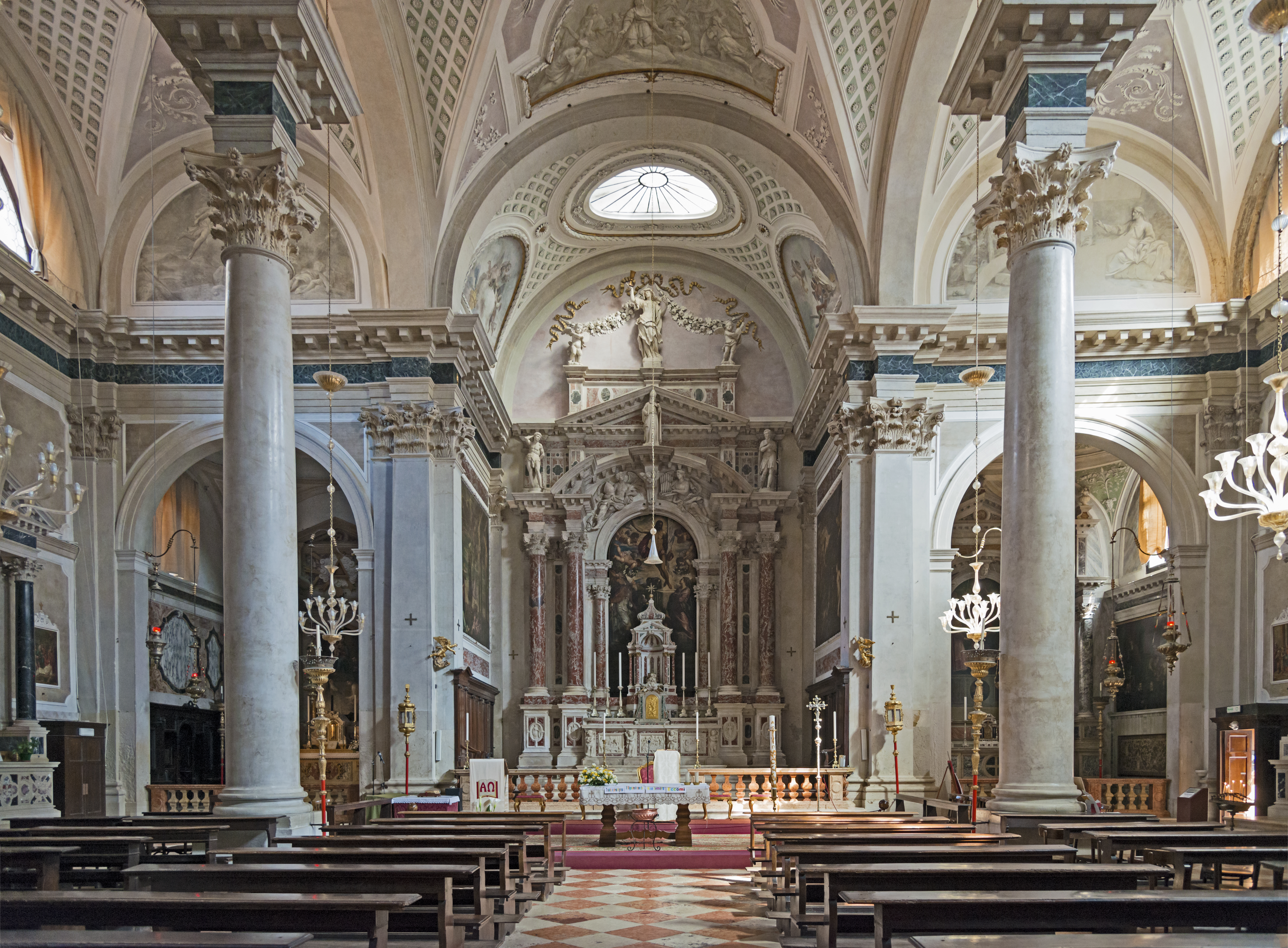
Kirche San Cassan (Hochaltar und Altarbild)
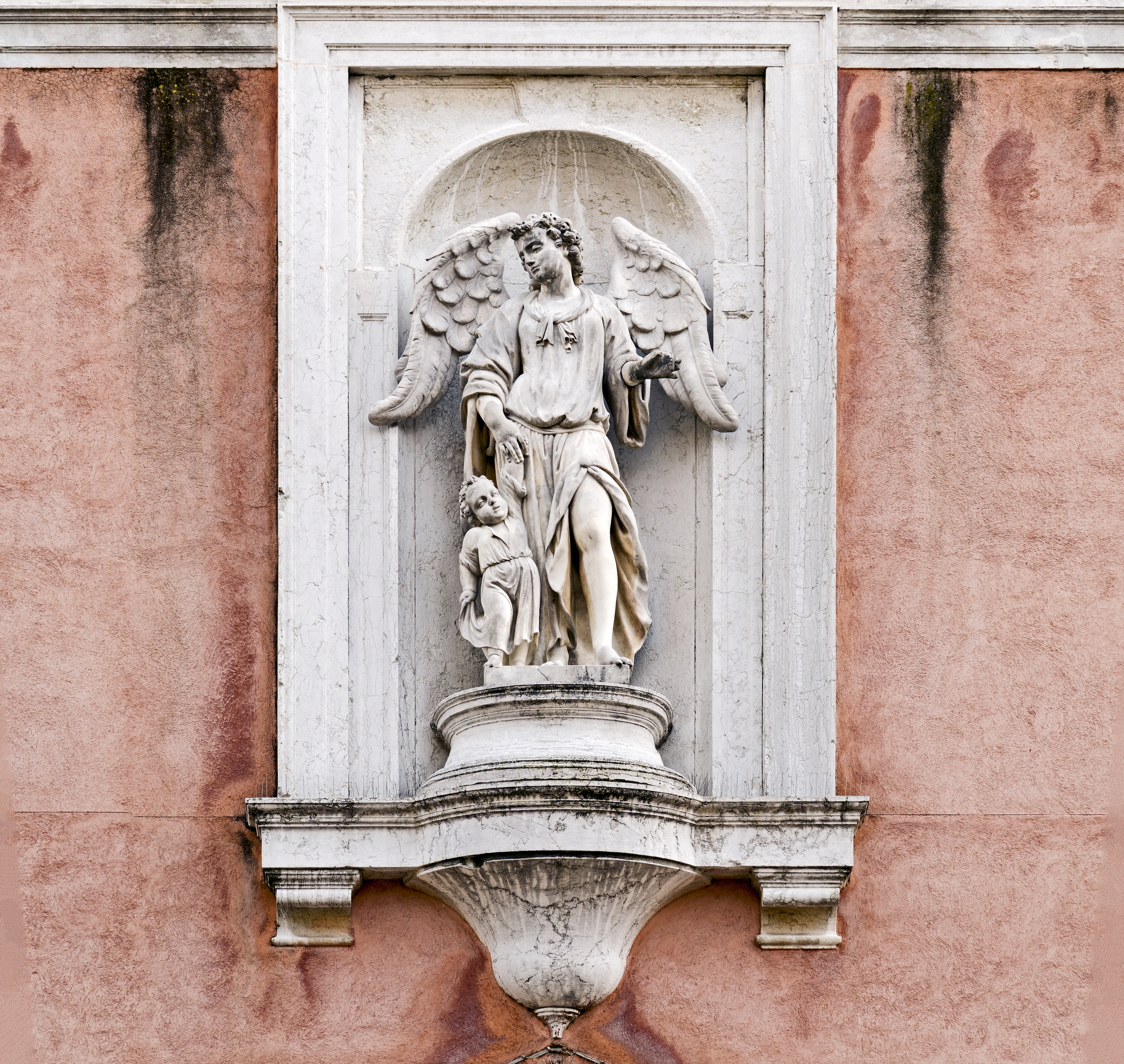
Schutzengel an der Fassade der Scuola dell’Angelo Custos in Venedig